# Titus Andronicus / Iphigenie
Titus Andronicus / Iphigenie, oft auch als Iphigenie / Titus Andronicus, war eine Kunstaktion des deutschen Künstlers Joseph Beuys (1921–1986) bei der experimenta 3, veranstaltet von der Deutschen Akademie der Darstellenden Künste in Frankfurt am Main vom 29. Mai bis 7. Juni 1969.

## Die Aktion
Im Rahmen der von der Deutschen Akademie der Darstellenden Künste in Frankfurt veranstalteten experimenta 3 führte Joseph Beuys die als Theaterszene konzipierte Performance am 29. und 30. Mai 1969 im Theater am Turm auf. Auf der beleuchteten Theaterbühne befand sich ein lebendiger Schimmel, der auf einer mit Seilen umspannten „Koppel“ Heu fraß. Beuys erschien in einem langen Pelzmantel auf der Bühne und hantierte mit einem Mikrophon, mit Zuckerstücken für seinen „tierischen“ Protagonisten und mit Margarine. Während der Aktion schepperte er mit einem Orchesterbecken und legte sich Eisenstücke auf den Kopf. Über die Bühne schlendernd, rezitierte er Texte aus William Shakespeares Titus Andronicus und Johann Wolfgang von Goethes Iphigenie auf Tauris und begleitete seinen Vortrag mit entsprechenden Gesten; er ging in die Hocke, stand wieder auf und wanderte weiter, während parallel monotone Texte von Claus Peymann und Wolfgang Wiens als Tonbandmontagen zu hören waren.
Die Aktion wurde fotografisch dokumentiert und später von Beuys als Multiple mit dem Titel Iphigenie/Titus Andronicus (1985) verwendet.

## Reaktionen
Der Bühnenautor und Dramatiker Botho Strauß kommentierte die Aktion in einer Ausgabe der Zeitschrift Theater heute so: „Beuys konfrontiert mit dem Bildhaften; das Pferd ist seine persönliche Epiphanie; als er die Texte las, stand es ihm ununterbrochen vor Augen. Im Pferd materialisiert sich eine Interpretation und ein Medium zwischen den Stücken und Beuys. Der Text läuft ab als Sprech-Band, ein unplastisches, indifferenziertes Klang-Kontinuum […] Beuys deutet den Text nicht und illustriert ihn nicht, er ist keine Reiz-Partitur für ihn, der Text gängelt und manipuliert sein Verhalten nicht; und doch ist er akustisches Material, Fertigpräparat, dem Beuys sich aussetzt […]“
Unter der Überschrift „Titus, Iphigenie und das Pferd“ titelte der Schriftsteller Peter Handke in der Zeit: „Es muß klar gemacht werden: Je distanzierter und hermetischer die Ereignisse auf der Bühne vorgeführt werden, desto klarer und vernünftiger kann der Zuschauer diese Abstrakta auf seine eigene Situation draußen konkretisieren.“